# 1906
| [ Edytuj tabelę ]              | |
| Król Polski (tytularny)        | - 1894 Mikołaj II Romanow 1917 |
| Król Afganistanu               | - 1901 Habibullah Chan 1919 |
| Współksiążęta Andory           | - 1902 Joan Josep Laguarda i Fenollera 1906 - 1906 Josep Pujargimzú (p.o.) 1907 - 1899 Émile François Loubet 1906 - 1906 Armand Fallières 1913 |
| Prezydent Argentyny            | - 1904 Manuel Quintana 1906 - 1906 José Figueroa Alcorta 1910                                                                                  |
| Premier Australii              | - 1905 Alfred Deakin 1908 |
| Cesarz Austrii                 | - 1848 Franciszek Józef I 1916 |
| Król Bawarii                   | - 1886 Otto 1913 |
| Król Belgów                    | - 1865 Leopold II 1909 |
| Premier Belgii                 | - 1899 Paul de Smet de Naeyer 1907 |
| Prezydent Boliwii              | - 1904 Ismael Montes 1909 |
| Prezydent Brazylii             | - 1902 Francisco de Paula Rodrigues Alves 1906 - 1906 Afonso Pena 1909                                                                         |
| Sułtan Brunei                  | - 1885 Hashim Jalilul Alam Aqamaddin 1906 - 1906 Muhammad Jamalul Alam II 1924                                                                 |
| Car Bułgarii                   | - 1887 Ferdynand I Koburg 1918 |
| Premier Bułgarii               | - 1903 Raczo Petrow 1906 - 1906 Dimityr Petkow 1907                                                                                            |
| Prezydent Chile                | - 1901 Germán Riesco 1906 - 1906 Pedro Montt 1910                                                                                              |
| Cesarz Chin                    | - 1875 Guangxu 1908 |
| Premier Czarnogóry             | - 1905 Lazar Mijušković 1906 - 1906 Marko Radulović 1907                                                                                       |
| Król Czech                     | - 1848 Franciszek Józef I 1916 |
| Król Danii                     | - 1863 Chrystian IX 1906 - 1906 Fryderyk VIII 1912                                                                                             |
| Premier Danii                  | - 1905 Jens Christian Christensen 1908 |
| Dalajlama                      | - 1878 Thubten Gjaco 1933 |
| Prezydent Dominikany           | - 1905 rada państwa 1906 - 1906 Ramón Cáceres 1911                                                                                             |
| Władca Egiptu                  | - 1892 Abbas II Hilmi 1914 |
| Premier Egiptu                 | - 1895 Mustafa Fahmi Pasza 1908 |
| Prezydent Ekwadoru             | - 1905 Lizardo García 1906 - 1906 Eloy Alfaro 1911                                                                                             |
| Cesarz Etiopii                 | - 1889 Menelik II 1913 |
| Prezydent Francji              | - 1899 Émile François Loubet 1906 - 1906 Armand Fallières 1913                                                                                 |
| Premier Francji                | - 1905 Maurice Rouvier 1906 - 1906 Ferdinand Sarrien 1906 - 1906 Georges Clemenceau 1909                                                       |
| Król Grecji                    | - 1863 Jerzy I 1913 |
| Prezydent Gwatemali            | - 1898 Manuel Estrada Cabrera 1920 |
| Prezydent Haiti                | - 1902 Pierre Nord Alexis 1908 |
| Król Hiszpanii                 | - 1886 Alfons XIII 1931 |
| Premier Hiszpanii              | - 1905 Segismundo Moret 1906 - 1906 José López Domínguez 1906 - 1906 Segismundo Moret 1906 - 1906 Antonio González de Aguilar 1907             |
| Król Holandii                  | - 1890 Wilhelmina 1948 |
| Premier Holandii               | - 1905 Theodoor Herman de Meester 1908 |
| Prezydent Hondurasu            | - 1903 Manuel Bonilla 1907 |
| Szach Iranu                    | - 1896 Mozaffar ad-Din 1907 |
| Premier Iranu                  | - 1906 Mirza Nasrullah Khan 1907 |
| Władca Indii                   | - 1901 Edward VII 1910 |
| Król Irlandii                  | - 1901 Edward VII 1910 |
| Cesarz Japonii                 | - 1867 Mutsuhito 1912 |
| Premier Japonii                | - 1901 Tarō Katsura 1906 - 1906 Kinmochi Saionji 1908                                                                                          |
| Kalif                          | - 1876 Abdülhamid II 1909 |
| Premier Kanady                 | - 1896 Wilfrid Laurier 1911 |
| Emir Kataru                    | - 1878 Kasim ibn Muhammad Al Sani 1913 |
| Prezydent Kolumbii             | - 1904 Rafael Reyes 1908 |
| Patriarcha Konstantynopola     | - 1901 Joachim III 1912 |
| Władca Korei                   | - 1863 Kojong 1907 |
| Prezydent Kostaryki            | - 1902 Ascensión Esquivel Ibarra 1906 - 1906 Cleto González Víquez 1910                                                                        |
| Prezydent Kuby                 | - 1902 Tomás Estrada Palma 1906 - 1906 William Taft 1906 - 1906 Charles Magoon 1909                                                            |
| Prezydent Liberii              | - 1904 Arthur Barclay 1912 |
| Książę Liechtensteinu          | - 1858 Jan II Dobry 1929 |
| Wielki książę Luksemburga      | - 1905 Wilhelm IV 1912 |
| Premier Luksemburga            | - 1888 Paul Eyschen 1915 |
| Sułtan Maroka                  | - 1894 Abd al-Aziz IV 1908 |
| Prezydent Meksyku              | - 1884 Porfirio Díaz 1911 |
| Książę Monako                  | - 1889 Albert I 1922 |
| Król Nepalu                    | - 1881 Prithvi 1911 |
| Premier Nepalu                 | - 1901 Chandra Shumsher Jang Bahadur Rana 1929                                                                                                 |
| Cesarz Niemiec                 | - 1888 Wilhelm II Hohenzollern 1918 |
| Kanclerz Niemiec               | - 1900 Bernhard von Bülow 1909 |
| Prezydent Nikaragui            | - 1893 José Santos Zelaya 1909 |
| Król Norwegii                  | - 1905 Haakon VII 1957 |
| Premier Norwegii               | - 1905 Christian Michelsen 1907 |
| Premier Nowej Zelandii         | - 1893 Richard Seddon 1906 - 1906 William Hall-Jones 1906 - 1906 Joseph Ward 1912                                                              |
| Sułtan Omanu                   | - 1888 Fajsal ibn Turki 1913 |
| Prezydent Panamy               | - 1904 Manuel Amador Guerrero 1908 - 1903 José Domingo de Obaldía 1910                                                                         |
| Papież                         | - 1903 Pius X 1914 |
| Prezydent Paragwaju            | - 1905 Cecilio Báez 1906 - 1906 Benigno Ferreira 1908                                                                                          |
| Prezydent Peru                 | - 1904 José Pardo 1908 |
| Król Portugalii                | - 1889 Karol 1908 |
| Premier Portugalii             | - 1904 José Luciano de Castro 1906 - 1906 Ernesto Hintze Ribeiro 1906 - 1906 João Franco 1908                                                  |
| Król Prus                      | - 1888 Wilhelm II 1918 |
| Car Rosji                      | - 1894 Mikołaj II 1917 |
| Premier Rosji                  | - 1905 Siergiej Witte 1906 - 1906 Iwan Goriemykin 1906 - 1906 Piotr Stołypin 1911                                                              |
| Król Rumunii                   | - 1881 Karol I 1914 |
| Premier Rumunii                | - 1904 Gheorghe Cantacuzino 1907 |
| Król Saksonii                  | - 1904 Fryderyk August III Wettyn 1918 |
| Prezydent Salwadoru            | - 1903 Pedro José Escalón 1907 |
| Kapitanowie regenci San Marino | - 1905 Onofrio Fattori Piermatteo Carattoni 1906 - 1906 Giovanni Belluzzi Pietro Francini 1906 - 1906 Alfredo Reffi Giovanni Arzilli 1907      |
| Król Serbii                    | - 1903 Piotr Karadziordziewić 1918 |
| Prezydent Szwajcarii           | - 1906 Ludwig Forrer 1906 |
| Król Szwecji                   | - 1872 Oskar II 1907 |
| Premier Szwecji                | - 1905 Karl Staaff 1906 - 1906 Arvid Lindman 1911                                                                                              |
| Król Tajlandii                 | - 1868 Chulalongkorn 1910 |
| Król Tonga                     | - 1893 Jerzy Tupou II 1918 |
| Premier Tonga                  | - 1905 Sione Mateialona 1912 |
| Sułtan Turków                  | - 1876 Abdülhamid II 1909 |
| Prezydent Urugwaju             | - 1903 José Batlle y Ordóñez 1907 |
| Prezydent USA                  | - 1901 Theodore Roosevelt 1909 |
| Prezydent Wenezueli            | - 1899 Cipriano Castro 1908 |
| Król Węgier                    | - 1848 Franciszek Józef I 1916 |
| Premier Węgier                 | - 1905 Géza Fejérváry 1906 - 1906 Sándor Wekerle 1910                                                                                          |
| Monarcha Wielkiej Brytanii     | - 1901 Edward VII 1910 |
| Premier Wielkiej Brytanii      | - 1905 Henry Campbell- -Bannerman 1908 |
| Król Włoch                     | - 1900 Wiktor Emanuel III 1946 |

Rok 1906 / MCMVI
stulecia: XIX wiek ~
XX wiek ~
XXI wiek

dziesięciolecia:
1870–1879 •
1880–1889 •
1890–1899 •
1900–1909
• 1910–1919
• 1920–1929
• 1930–1939

lata: 1896 «
1901 «
1902 «
1903 «
1904 «
1905 «
1906
» 1907
» 1908
» 1909
» 1910
» 1911
» 1916

## Wydarzenia w Polsce
- 11 stycznia – otwarto konsulat USA w Toruniu.
- 1 marca – ukazał się pierwszy numer dziennika „Wiadomości Częstochowskie”.
- 5 kwietnia – papież Pius X podpisał encyklikę Tribus circiter potępiającą polskich mariawitów.
- 24 kwietnia – członkowie Organizacji Bojowej PPS pod dowództwem Jana Gorzechowskiego „Jura” uwolnili 10 więźniów Pawiaka zagrożonych karą śmierci.
- 26 kwietnia – pierwszy na ziemiach polskich bieg przełajowy: Lwów, dystans 3200 m, Józef Mostowy, 15:50,4 s.
- 1 maja – oddano do użytku wąskotorową linię Stegna – Nowy Dwór Gdański[1], jako część sieci Gdańskiej Kolei Dojazdowej (współcześnie linia jest częścią Żuławskiej Kolei Dojazdowej). Na rzece Szkarpawie powstał most obrotowy.
- 12 maja – założono Teatr Mały w Warszawie.
- 14 maja – członek Organizacji Bojowej PPS Baruch Szulman dokonał w Warszawie udanego zamachu bombowego na podkomisarza policji carskiej N. Konstantinowa. Podczas ucieczki z miejsca zdarzenia został zastrzelony.
- 24 maja – oddano do użytku kamienną wieżę widokową na Wielkiej Sowie w Sudetach.
- 9 czerwca – późniejszy trzykrotny premier RP i marszałek Sejmu Walery Sławek został ciężko ranny w czasie ataku Organizacji Bojowej PPS na rosyjski pociąg pancerny pod Milanówkiem.
- 13 czerwca – w Krakowie powstał Klub Sportowy Cracovia (jako Akademicki Klub Footballowy).
- 5 lipca – powstał Komitet Organizacyjny polskiej męskiej szkoły średniej w Łodzi pod przewodnictwem Ludwika Frankowskiego.
- 2 sierpnia – w Otwocku Organizacja Bojowa PPS dokonała udanego zamachu na szefa żandarmerii Królestwa Polskiego, gen. Andrieja Markgrafskiego.
- 15 sierpnia – krwawa środa: Organizacja Bojowa PPS przeprowadziła zamachy na 80 urzędników rosyjskich, odpowiedzialnych za represje.
- 18 sierpnia – Wanda Krahelska z Organizacji Bojowej PPS dokonała nieudanego zamachu na generała-gubernatora warszawskiego Gieorgija Skałona.
- 23 sierpnia – powstał 06 Zalenze, jeden z pierwszych klubów piłkarskich w dzisiejszych granicach Polski (wówczas Niemcy).
- 27 sierpnia – udany zamach OB PPS na generał-gubernatora Warszawy i guberni warszawskiej, Nikołaja Wonlarlarskiego.
- Wrzesień-listopad – w Krakowie powstał jeden z najstarszych polskich klubów piłkarskich – TS (Towarzystwo Sportowe) Wisła Kraków.
- Październik – strajki szkolne na Górnym Śląsku, w których dzieci bojkotowały naukę religii w języku niemieckim (Zaborze, Kosztowy i Siemianowice Śląskie).
- 10 października – Łódź: z wyroku sądu polowego stracono 5 robotników, uczestników antyrosyjskiego powstania łódzkiego.
- 13 października:
  - powstała Szkoła Główna Handlowa.
  - ukazał się pierwszy numer tygodnika „Echa Kieleckie”.
- 14 października – we Lwowie rozegrano, drugi na ziemiach polskich, bieg z przeszkodami (dystans: 4000 m, L. Szerauc, 16:04,1 s.)
- 15 października – otwarto linię kolejową Tarnów – Dąbrowa Tarnowska – Szczucin, tzw. "Szczucinkę"[1].
- 17 października – rozpoczął się pierwszy rok szkolny w Gimnazjum Polskim w Łodzi.
- 27 października – w Warszawie założono Towarzystwo Opieki nad Zabytkami Przeszłości.
- 28 października – otwarto graniczny odcinek linii kolejowej Kalisz – Nowe Skalmierzyce[1] jako przedłużenie Kolei Warszawsko-Kaliskiej łączący sieć kolei Imperium Rosyjskiego i Cesarstwa Niemiec.
- 7 listopada – Puławy uzyskały prawa miejskie.
- 8 grudnia – założono klub sportowy Juvenia Kraków.
- 12 grudnia – otwarto Muzeum Lubelskie.
- 22 grudnia – rozpoczął się tzw. lokaut łódzki, podczas którego bez pracy pozostawało 30 tys. ludzi.

- data dzienna nieznana:
  - Ukazał się pierwszy numer miesięcznika „Nowe Tory”.
  - Ukazał się pierwszy numer dwutygodnika „Siewba”, wydawany z inicjatywy działaczy Związku Młodej Polski Ludowej.
  - Ustawa wiedeńskiej Rady Państwa o budowie kanału łączącego Dunaj z Wisłą, z portem rzecznym w Krakowie.
  - Likwidacja tramwaju konnego w Sopocie[2].
  - Przekształcenie fabryki działającej na zasadach spółki rodzinnej w towarzystwo akcyjne (C.K. Uprzywilejowana Fabryka Maszyn L. Zieleniewski Towarzystwo Akcyjne) z kapitałem 1,5 mln koron.
  - Powstała OSP w Szalowej.
  - Założono pierwszy zakład rektyfikacji spirytusu w Lublinie o nazwie Rektyfikacja Lubelska
  - Otwarto linię kolejową Siedlce – Czeremcha – Wołkowysk – Lida (jako linia o znaczeniu militarnym)[1].

## Wydarzenia na świecie
- 7 stycznia – Kinmochi Saionji został premierem Japonii.
- 16 stycznia:
  - rozpoczęła się konferencja w Algeciras, dotycząca rozwiązania kryzysu marokańskiego.
  - Eloy Alfaro został po raz drugi prezydentem Ekwadoru.
- 27 stycznia – w stoczni w Glasgow zwodowano statek pasażerski RMS „Empress of Ireland”.
- 29 stycznia – Fryderyk VIII został królem Danii.
- 31 stycznia – wielkie trzęsienie ziemi w Ekwadorze (magnituda 8,8) zabiło ponad 1000 osób.
- 1 lutego – farerski poeta Símun av Skarði napisał wiersz Tú alfagra land mítt (Mój kraju najpiękniejszy), obecny Hymn Wysp Owczych.
- 8 lutego:
  - Partia Liberalna pod przewodnictwem Henry’ego Campbell-Bannermana wygrywa powszechne wybory w Wielkiej Brytanii, dużą przewagą głosów.
  - Sidney Sonnino został premierem Włoch.
- 10 lutego – w stoczni w Portsmouth został zwodowany brytyjski pancernik o rewolucyjnej konstrukcji HMS „Dreadnought”.
- 11 lutego – papież Pius X ogłasza encyklikę Vehementer nos (O rozdziale Państwa i Kościoła we Francji).
- 15 lutego – przedstawiciele partii pod nazwą Komitet Przedstawicielstwa Robotniczego (Labour Representation Comitee) w parlamencie brytyjskim przyjmują nazwę Partia Pracy (Labour Party).
- 18 lutego:
  - Armand Fallières został prezydentem Francji.
  - w Brukseli powołano Belgijski Komitet Olimpijski.
- 28 lutego – Upton Sinclair opublikował powieść pod tytułem The Jungle (Dżungla), przedstawiającą życie emigranckiej rodziny w Chicago we wczesnych latach 1900.
- 3 marca – niemiecki astronom August Kopff odkrył planetoidę (589) Croatia.
- 10 marca – w katastrofie w kopalni Courrières we Francji zginęło 1099 górników.
- 12 marca:
  - Ferdinand Sarrien został premierem Francji.
  - José Figueroa Alcorta został prezydentem Argentyny.
- 15 marca – została zarejestrowana brytyjska kompania Rolls-Royce Ltd., produkująca samochody i silniki lotnicze.
- 16 marca – w trzęsieniu ziemi o magnitudzie 7,1 stopnia na Tajwanie zginęło około 1300 osób.
- 18 marca:
  - została założona Słowacka Partia Ludowa.
  - Traian Vuia, rumuński wynalazca i konstruktor, odbył lot skonstruowanym przez siebie samolotem.
- 19 marca – Ernesto Hintze Ribeiro(inne języki) został po raz trzeci premierem Portugalii.
- 20 marca – niemiecki astronom August Kopff odkrył planetoidę (593) Titania.
- 22 marca – zwodowano niemiecki krążownik pancerny SMS „Scharnhorst”.
- 27 marca – astronom August Kopff odkrył planetoidę (595) Polyxena.
- 7 kwietnia:
  - erupcja wulkanu Wezuwiusz we Włoszech zdewastowała Neapol, zostało zabitych ponad 100 osób.
  - podpisano traktat końcowy konferencji w Algeciras, przekazujący Francji i Hiszpanii kontrolę nad Marokiem.
- 8 kwietnia – w Królestwie Węgier utworzono Drugi rząd Sándora Wekerle.
- 9 kwietnia – w Los Angeles miało miejsce tzw. przebudzenie przy Azusa Street, które zapoczątkowało szybki rozwój ruchu zielonoświątkowego.
- 11 kwietnia – Zygmunt Freud wysłał pierwszy list do Carla Gustava Junga.
- 18 kwietnia – wielkie trzęsienie ziemi w San Francisco (oszacowana magnituda 7,8), w katastrofie zginęło ok. 3 tys. osób, a 250–300 tys. mieszkańców miasta straciło dach nad głową.
- 19 kwietnia – Pierre Curie, francuski fizyk, mąż Marii Skłodowskiej-Curie zginął przejechany przez konny wóz ciężarowy. W 1903 otrzymał wraz z żoną Nagrodę Nobla za pracę z dziedziny promieniotwórczości.
- 22 kwietnia–2 maja – w 10. rocznicę pierwszej nowożytnej olimpiady, w Atenach zorganizowano tzw. międzyolimpiadę (udział 884 sportowców z 20 państw).
- 25 kwietnia:
  - amerykański astronom Joel Hastings Metcalf odkrył planetoidę (599) Luisa.
  - uruchomiono komunikację tramwajową w rumuńskim mieście Oradea.
- 30 kwietnia – założono niemiecki klub piłkarski Preußen Münster.
- Maj:
  - powieść amerykańskiego pisarza Jacka Londona Biały Kieł została opublikowana w odcinkach w czasopiśmie „The Outing Magazine”.
  - powstał meksykański klub sportowy Chivas Guadalajara.
  - powstał portugalski klub Sporting Clube de Portugal.
- 2 maja:
  - w Atenach zakończyła się nieoficjalna Olimpiada Letnia.
  - Konrad zu Hohenlohe-Waldenburg-Schillingsfürst został premierem Austrii.
- 8 maja – założono meksykański klub piłkarski Chivas de Guadalajara.
- 10 maja:
  - w petersburskim Pałacu Taurydzkim odbyło się pierwsze posiedzenie Dumy, zwołanej na mocy Manifestu październikowego.
  - Muhammad Jamalul Alam II(inne języki) został sułtanem Brunei.
- 26 maja:
  - niemiecki inżynier i konstruktor August von Parseval(inne języki) odbył pierwszy lot statkiem powietrznym (sterowcem).
  - w Londynie otwarto Vauxhall Bridge.
- 27 maja – na Bali tubylcy splądrowali rozbity na rafie koralowej chiński statek. Po odmowie zapłaty odszkodowania Holendrzy rozpoczęli najpierw blokadę południowego wybrzeża, a 14 września interwencję zbrojną na wyspie.
- 31 maja – anarchista Mateu Morral rzucił w Madrycie bombę w kierunku króla Hiszpanii Alfonsa XIII, zabijając 28 osób i raniąc 40. Król i jego małżonka nie odnieśli obrażeń.
- 1 czerwca – w Finlandii wprowadzono prawo wyborcze dla kobiet.
- 2 czerwca – w Cesarstwie Austrii utworzono rząd Maxa Vladimira Becka.
- 6 czerwca – w Berlinie odbył się ślub pruskiego i niemieckiego księcia koronnego Wilhelma Hohenzollerna z księżniczką Meklemburgii-Schwerin Cecylią.
- 7 czerwca – zwodowano brytyjski transatlantyk RMS Lusitania.
- 9–10 czerwca – rozruchy w Sztokholmie, Ladugårsdgärden – 50 policjantów zostało rannych.
- 14 czerwca – w stoczni w Bremie został zwodowany niemiecki krążownik pancerny „Gneisenau”.
- 22 czerwca – w katedrze Nidarosdomen w Trondheim odbyła się koronacja Haakona VII Norweskiego i jego żony Maud. Norwegia została monarchią konstytucyjną.
- 26 czerwca – na torze w Le Mans odbył się pierwszy wyścig samochodowy o Grand Prix Francji.
- 29 czerwca – w amerykańskim stanie Kolorado utworzono Park Narodowy Mesa Verde.
- 6 lipca – odbyła się druga konwencja genewska, która m.in. zwiększa zakres ochrony rannych i chorych żołnierzy.
- 12 lipca – rehabilitacja i powrót z dożywotniego zesłania na Diabelską Wyspę francuskiego kapitana sztabu generalnego Alfreda Dreyfusa, oskarżonego o szpiegostwo na rzecz Niemiec.
- 21 lipca – rozwiązano I rosyjską Dumę Państwową.
- 16 sierpnia – trzęsienie ziemi zrujnowało miasto Valparaíso w Chile.
- 22 sierpnia – amerykańska kompania „Victor Talking Machine Company” wyprodukowała swą pierwszą komercyjną płytę gramofonową.
- 23 sierpnia – niezdolny do opanowania rebelii w nowo powstałej Republice Kubańskiej, pierwszy prezydent Tomás Estrada Palma, zwraca się do USA z prośbą o interwencję.
- 1 września – w celu stłumienia rewolucji rząd rosyjski powołał polowe sądy wojskowe, które skazały ma śmierć ponad 6 tys. osób.
- 12 września – na wody kubańskie wpłynęła amerykańska eskadra w celu obrony proamerykańskiego rządu w Hawanie.
- 13 września – lot pierwszego samolotu w Europie.
- 18 września – cyklon tropikalny i tsunami pozbawiło życia ok. 10 tys. osób w Hongkongu.
- 20 września – zwodowano parowiec RMS Mauretania
- 22 września – rozruchy na tle rasowym w Atlancie w USA, co najmniej 27 osób zostaje zabitych.
- 24 września – prezydent Theodore Roosevelt ustanawia Devils Tower jako pierwszy amerykański pomnik narodowy.
- 30 września – James Gordon Bennett Jr. po raz pierwszy zorganizował Międzynarodowe Zawody Balonów Wolnych – Puchar Gordona Bennetta.
- 1 października – Wielkie Księstwo Finlandii, mające autonomię w ramach Imperium Rosyjskiego, jako pierwsze na świecie wprowadziło prawo pozwalające głosować kobietom.
- 6 października – po raz pierwszy zebrał się parlament irański – Majlis.
- 16 października – oszust Wilhelm Voigt podszył się pod pruskiego oficera, podporządkował sobie miasto Köpenick, czym rozbawił Niemców i inne narodowości.
- 23 października – samolotem swojej konstrukcji, Alberto Santos-Dumont przeleciał odległość 60 m.
- 3 listopada – w Tybindze niemiecki psychiatra i neuropatolog Alois Alzheimer, podczas posiedzenia Towarzystwa Neuropsychiatrii Południowo-Zachodnich Niemiec, przedstawił przypadek nieznanej do tej pory choroby kory mózgowej, nazywanej od 1967 roku chorobą Alzheimera.
- 5 listopada – Maria Skłodowska-Curie wygłosiła pierwszy wykład na Sorbonie.
- 9 listopada – Theodore Roosevelt rozpoczął podróż zagraniczną do Panamy, by skontrolować postępy w budowie Kanału Panamskiego (pierwsza oficjalna podróż zagraniczna urzędującego prezydenta USA).
- 15 listopada:
  - została odkryta kometa 97P/Metcalf-Brewington.
  - zwodowano japoński pancernik „Satsuma”.
- 22 listopada – Piotr Stołypin, premier i minister spraw wewnętrznych w okresie rządów Mikołaja II Aleksandrowicza, wprowadził reformę rolną w Rosji.
- 29 listopada – powstało włoskie przedsiębiorstwo motoryzacyjne Lancia.
- 2 grudnia – pancernik HMS Dreadnought rozpoczął swą służbę w Royal Navy (Koncepcja „All-big-gun” – same wielkie działa).
- 3 grudnia – w Turynie założono klub piłkarski Torino FC.
- 5 grudnia – Feliksa Kozłowska została jako pierwsza kobieta w historii chrześcijaństwa imiennie ekskomunikowana. Powstanie niezależnego od Rzymu Katolickiego Kościoła Mariawitów.
- 6 grudnia – otwarto Dworzec Główny w Hamburgu.
- 7 grudnia – zwodowano pancernik „Schleswig-Holstein”.
- 9 grudnia – założono luksemburski klub piłkarski Fola Esch.
- 10 grudnia – prezydent Theodore Roosevelt został nagrodzony Pokojową Nagrodą Nobla za rolę, jaką odegrał w negocjacjach pokojowych w czasie wojny rosyjsko-japońskiej (1905).
- 14 grudnia – do służby wszedł SM U-1, pierwszy niemiecki U-Boot.
- 24 grudnia – kanadyjski wynalazca Reginald Aubrey Fessenden nadał pierwszą transmisję radiową w USA.
- 26 grudnia – premiera filmu pod tytułem „The Story of the Kelly Gang” – uważanego za pierwszy na świecie pełnometrażowy film.
- 30 grudnia – w Dakce została założona indyjska Liga Muzułmańska.

- Lee De Forest wynalazł triodę, lampę wzmacniającą, co później umożliwiło rozwój radia, telewizji, radaru i wreszcie wywarło ogromny wpływ na rozwój komputera.
- Po raz pierwszy od 350 lat zwołano zgromadzenie obywateli (arengo) Republiki San Marino. Przeprowadziło ono ważną reformę instytucjonalną państwa oraz przywróciło demokratyczne zasady decydowania o jego sprawach.

## Urodzili się
- 1 stycznia:
  - Anna Gąsiorowska, polska rolniczka, Sprawiedliwa wśród Narodów Świata (zm. ok. 1970)
  - Frank Stack, kanadyjski łyżwiarz szybki (zm. 1987)
  - Petre Steinbach, rumuński piłkarz, trener pochodzenia niemieckiego (zm. 1996)
- 2 stycznia:
  - Stanisław Borysowski, polski malarz, grafik, rysownik (zm. 1988)
  - Harald Bosio, austriacki skoczek i biegacz narciarski, kombinator norweski (zm. 1980)
  - Frederick Seaman, indyjski hokeista na trawie (zm. 2000)
- 3 stycznia:
  - Roman Brandstaetter, polski poeta, prozaik, dramaturg, tłumacz, wybitny znawca Biblii pochodzenia żydowskiego (zm. 1987)
  - Óscar Domínguez, hiszpański malarz (zm. 1957)
  - Veronika Kohlbach, austriacka wszechstronna lekkoatletka, sprinterka, (zm. 1996)
  - William Wilson Morgan, amerykański astronom (zm. 1994)
  - Jan Rosner, polski prawnik, ekonomista, polityk (zm. 1991)
  - Aleksiej Stachanow (ros. Алексей Григорьевич Стаханов), radziecki górnik, w 1935 roku zapoczątkował ruch współzawodnictwa pracy „Stachanowcy” (zm. 1977)
  - Shirō Toyoda(inne języki), japoński reżyser filmowy (zm. 1977)
- 4 stycznia:
  - George Douglas-Hamilton, brytyjski arystokrata, polityk, wojskowy (zm. 1994)
  - Kazimierz Krasicki, polski dyplomata (zm. 2000)
  - Stefan Rachoń, polski dyrygent, skrzypek (zm. 2001)
- 5 stycznia – Kathleen Kenyon, brytyjska archeolog (zm. 1978)
- 6 stycznia – Jan Szczawiej, polski poeta (zm. 1983)
- 7 stycznia:
  - Iwan Doczew, bułgarski polityk, publicysta, działacz antykomunistyczny i emigracyjny (zm. 2005)
  - Bertil Molander, szwedzki bokser (zm. 1992)
  - Antanas Venclova, litewski nauczyciel, pisarz, poeta, polityk (zm. 1971)
  - Konstantin Łukaszew, białoruski geolog, wykładowca akademicki (zm. 1987)
- 8 stycznia – Stefan Zbigniew Różycki, polski geolog, geograf (zm. 1988)
- 9 stycznia – Karl Bruckner, austriacki autor literatury dziecięcej i młodzieżowej (zm. 1982)
- 10 stycznia – Piotr Kowalczyk, polski działacz komunistyczny, porucznik AL (zm. 1983)
- 11 stycznia:
  - Albert Hofmann, szwajcarski chemik (zm. 2008)
  - Eugeniusz Konopacki, polski harcmistrz, żołnierz AK, uczestnik powstania warszawskiego (zm. 1954)
- 12 stycznia – Emmanuel Levinas, francuski filozof (zm. 1995)
- 13 stycznia:
  - Witalij Abałakow, rosyjski alpinista, wynalazca (zm. 1986)
  - Burgoyne Diller, amerykański malarz abstrakcjonista (zm. 1965)
  - Zhou Youguang (chiń. 周有光), chiński ekonomista, językoznawca (zm. 2017)
- 14 stycznia:
  - William Bendix, amerykański aktor (zm. 1964)
  - James Corson, amerykański lekkoatleta, dyskobol (zm. 1981)
  - Andrzej Świątkowski, polski architekt, kapitan, cichociemny (zm. 1941)
  - Rodolfo Volk, włoski piłkarz (zm. 1983)
- 15 stycznia:
  - Helen Boughton-Leigh, amerykańska narciarka alpejska (zm. 1999)
  - Piotr Gruszyn, rosyjski naukowiec, konstruktor rakiet (zm. 1993)
  - Aristotelis Onasis (gr. Αριστοτέλης Σωκράτης Ωνάσης), grecki przedsiębiorca, magnat transportu morskiego (zm. 1975)
  - Edna Staebler, kanadyjska dziennikarka, pisarka (zm. 2006)
- 16 stycznia:
  - Rużar Briffa, maltański dermatolog, wenerolog, poeta (zm. 1963)
  - Diana Wynyard, brytyjska aktorka (zm. 1964)
- 17 stycznia:
  - Torsten Johansson, szwedzki piłkarz (zm. 1989)
  - Guillermo Stábile, argentyński piłkarz, trener (zm. 1966)
- 18 stycznia:
  - Nils Axelsson, szwedzki piłkarz (zm. 1989)
  - Dick Southwood, brytyjski wioślarz (zm. 1986)
- 19 stycznia:
  - Włodzimierz Gruszczyński, polski architekt (zm. 1973)
  - Lilian Harvey, niemiecka aktorka (zm. 1968)
  - Lanny Ross, amerykański piosenkarz, pianista, autor tekstów piosenek (zm. 1988)
  - Tadeusz Zygler, polski folklorysta, teoretyk tańca (zm. 1964)
- 20 stycznia – Joachim Rademacher, niemiecki piłkarz wodny, pływak (zm. 1970)
- 21 stycznia – Igor Moisiejew (ros. Игорь Александрович Моисеев), rosyjski tancerz i choreograf (zm. 2007)
- 22 stycznia:
  - Robert E. Howard, amerykański pisarz fantasy (zm. 1936)
  - Paolo Pedretti, włoski kolarz torowy (zm. 1983)
- 23 stycznia – Lester Horton, amerykański choreograf, tancerz i nauczyciel (zm. 1953)
- 24 stycznia: Zygmunt Turski, podporucznik piechoty Polskich Sił Zbrojnych na Zachodzie (zm. 1975)
- 25 stycznia:
  - Iwan Dorba, rosyjski emigracyjny działacz polityczny, tłumacz, pisarz, współpracownik sowieckich służb specjalnych (zm. 1998)
  - Grigorij Griszko, radziecki generał major służby intendenckiej, polityk (zm. 1959)
  - Marija Nartachowa, radziecka i jakucka polityk (zm. 1987)
  - Toni Ulmen, niemiecki kierowca wyścigowy (zm. 1976)
- 26 stycznia:
  - Ján Golian, słowacki generał brygady (zm. 1945)
  - Leo Halle, holenderski piłkarz (zm. 1992)
  - Marian Łańko, polski piłkarz, trener (zm. 1971)
- 27 stycznia:
  - Bill Boyd, amerykański pokerzysta zawodowy (zm. 1997)
  - Stanisław Felczak, polski jezuita, Sługa Boży (zm. 1942)
- 28 stycznia:
  - Robert Alton(inne języki), amerykański reżyser filmowy, tancerz, choreograf (zm. 1957)
  - Hans Bernhardt, niemiecki kolarz torowy (zm. 1940)
  - Władysław Krygowski, polski prawnik, działacz turystyczny, znawca polskich Karpat, autor przewodników górskich i książek poświęconych górom (zm. 1998)
- 29 stycznia:
  - Haruo Akimoto, japoński neurolog, psychiatra (zm. 2007)
  - Frans Hin, holenderski żeglarz, medalista olimpijski (zm. 1968)
  - Tadeusz Lewicki, polski orientalista-arabista, historyk, mediewista (zm. 1992)
- 30 stycznia – Jerzy Szablowski, polski historyk sztuki, muzeolog (zm. 1989)
- 31 stycznia – Jan Kefer, czeski astrolog, hermetysta, publicysta (zm. 1941)
- 1 lutego – Hildegarde(inne języki), amerykańska aktorka, piosenkarka (zm. 2005)
- 2 lutego – Gösta Carlsson, szwedzki kolarz szosowy (zm. 1992)
- 3 lutego:
  - George Adamson, brytyjski działacz na rzecz ochrony zwierząt (zm. 1989)
  - Jerzy Kreiner, polski anatom, fizjolog mózgu ssaków (zm. 1972)
  - Juliusz Mieroszewski, polski dziennikarz, publicysta, pisarz polityczny (zm. 1976)
  - Walentina Tokarska, radziecka aktorka (zm. 1996)
- 4 lutego:
  - Dietrich Bonhoeffer, niemiecki teolog luterański (zm. 1945)
  - Marian Iwańciów, polski malarz, grafik, pedagog (zm. 1971)
  - Fritz Kraatz, szwajcarski hokeista, dentysta (zm. 1992)
  - Clyde Tombaugh, amerykański astronom (zm. 1997)
- 5 lutego:
  - Victor Carlund, szwedzki piłkarz (zm. 1985)
  - John Carradine, amerykański aktor pochodzenia irlandzkiego (zm. 1988)
  - Márton Homonnai, węgierski piłkarz wodny (zm. 1969)
- 6 lutego:
  - Jadwiga Korczakowska, polska pisarka, poetka, autorka wierszy, opowiadań i książek dla dzieci (zm. 1994)
  - Walenty Kubica, polski polityk, poseł na Sejm PRL (zm. 1970)
  - Paul Winter, francuski lekkoatleta, dyskobol (zm. 1992)
- 7 lutego:
  - Oleg Antonow (ros. Оле́г Константи́нович Анто́нов), radziecki konstruktor lotniczy (zm. 1984)
  - Dorota Lampart, polska artystka, pustelnica (zm. 2005)
  - Puyi (trad. chin. 溥儀; upr. chin. 溥仪), ostatni cesarz Chin (zm. 1967)
  - Wanda Zawidzka-Manteuffel, polska graficzka, plakacistka, projektantka wyrobów ze szkła, ceramiki i tkanin (zm. 1994)
- 8 lutego:
  - Franz Andrysek, austriacki sztangista (zm. 1981)
  - Chester Carlson, amerykański fizyk, wynalazca kserografii (zm. 1968)
  - Gisela Gresser, amerykańska szachistka pochodzenia żydowskiego (zm. 2000)
  - Richard Hofmann, niemiecki piłkarz (zm. 1983)
  - Maria Heliodora (Leokadia Matuszewska), polska nazaretanka, męczennica, błogosławiona katolicka (zm. 1943)
- 9 lutego:
  - Nikifor Kalczenko, ukraiński i radziecki polityk (zm. 1989)
  - Józef Kubica, polski profesor nauk rolniczych (zm. 1991)
- 10 lutego:
  - Lon Chaney Jr., amerykański aktor (zm. 1973)
  - Roger Frison-Roche, francuski dziennikarz, pisarz, podróżnik, polarnik i alpinista (zm. 1999)
  - Josef Klapuch, czechosłowacki zapaśnik (zm. 1985)
  - Erik Rhodes, amerykański aktor, piosenkarz (zm. 1990)
  - Cat Thompson, amerykański koszykarz, trener (zm. 1990)
  - Włodzimierz Stefan Zarzycki, polski polityk, poseł na Sejm RP (zm. 1994)
- 11 lutego:
  - Yves Baudrier, francuski kompozytor, żeglarz, olimpijczyk (zm. 1988)
  - Michaił Margolin, radziecki konstruktor broni strzeleckiej (zm. 1975)
  - Witold Reger, polski podharcmistrz (zm. 1938)
- 12 lutego – Wasilij Prochorow, radziecki polityk (zm. 1989)
- 13 lutego – Aleksandra Leśnodorska, polska bibliotekarka, nauczycielka (zm. 1986)
- 14 lutego:
  - Nazim al-Kudsi, syryjski polityk, prezydent Syrii (zm. 1998)
  - Norbert Mueller, kanadyjski hokeista (zm. 1956)
  - Mikałaj Ułaszczyk, białoruski historyk, tłumacz, pisarz (zm. 1986)
- 15 lutego:
  - Musa Cälil, radziecki żołnierz, poeta tatarskojęzyczny (zm. 1944)
  - Jacob Nacken, niemiecki artysta cyrkowy (zm. 1987)
  - Jerzy Osiński, polski pilot balonowy, dziennikarz, publicysta (zm. 1982)
  - Jan Pijnenburg, holenderski kolarz szosowy i torowy (zm. 1979)
  - Shigemaru Takenokoshi, japoński piłkarz (zm. 1980)
- 16 lutego:
  - Władysław Łukasiuk, polski kapitan, żołnierz AK, uczestnik podziemia antykomunistycznego (zm. 1949)
  - Vera Menchik, brytyjska szachistka pochodzenia czeskiego (zm. 1944)
- 17 lutego – Galo Plaza Lasso, ekwadorski posiadacz ziemski, dyplomata, polityk, prezydent Ekwadoru (zm. 1987)
- 18 lutego:
  - Amazasp Babadżanian, radziecki dowódca wojskowy (zm. 1977)
  - Adam Brodzisz, polski aktor (zm. 1986)
  - Placide Tempels, belgijski franciszkanin, misjonarz, pisarz (zm. 1977)
- 19 lutego – Maksymilian Koźmin, polski piłkarz, bramkarz (zm. 1983)
- 20 lutego:
  - Gale Gordon, amerykański aktor (zm. 1995)
  - Jerzy Kolasiński, polski kompozytor, pedagog (zm. 1981)
  - Jan Antoni Miączyński, polski historyk sztuki (zm. 1960)
  - René Nelli, francuski historyk mediewista (zm. 1982)
- 21 lutego – Marta Lubecka, polska wszechstronna lekkoatletka (zm. 1985)
- 22 lutego – Egano Righi Lambertini, włoski kardynał, nuncjusz apostolski (zm. 2000)
- 23 lutego:
  - Joseph Delphis Des Rosiers, kanadyjski duchowny katolicki, misjonarz, biskup Maseru i Qacha’s Nek w Lesotho (zm. 1989)
  - Aleksandr Strujew, radziecki polityk (zm. 1991)
- 24 lutego:
  - Aleksandr Rou, radziecki reżyser filmowy (zm. 1973)
  - Lew Siedow, rosyjski trockista pochodzenia żydowskiego (zm. 1938)
  - Ludwig Stubbendorff, niemiecki jeździec sportowy (zm. 1941)
- 25 lutego:
  - Boris Papandopulo, chorwacki kompozytor, dyrygent (zm. 1991)
  - Włodzimierz Trzebiatowski, polski chemik (zm. 1982)
- 26 lutego:
  - Hans Bertram(inne języki), niemiecki reżyser filmowy (zm. 1993)
  - Roelof Vermeulen, holenderski żeglarz, olimpijczyk (zm. 1963)
- 28 lutego:
  - Bugsy Siegel, amerykański gangster pochodzenia żydowskiego (zm. 1947)
  - Juliusz Starzyński, polski historyk i krytyk sztuki (zm. 1974)
  - Wiesław Wernic, polski pisarz, publicysta (zm. 1986)
- 1 marca:
  - Hjalmar Karlsson, szwedzki żeglarz sportowy (zm. 1992)
  - Phạm Văn Đồng, wietnamski polityk, premier Wietnamu Północnego (zm. 2000)
  - Henryk Albin Tomaszewski, polski rzeźbiarz, twórca szkła artystycznego (zm. 1993)
- 2 marca – Lucjan Krawiec, polski historyk (zm. 1986)
- 3 marca:
  - Milutin Ivković, jugosłowiański piłkarz, trener (zm. 1943)
  - Artur Lundkvist, szwedzki poeta, prozaik, krytyk literacki (zm. 1991)
  - Bolesław Majski, polski aktor, piosenkarz (zm. 1950)
- 4 marca:
  - Meindert DeJong, amerykański pisarz pochodzenia holenderskiego (zm. 1991)
  - Karol Estreicher, polski historyk sztuki (zm. 1984)
  - Georges Ronsse, belgijski kolarz szosowy i przełajowy (zm. 1969)
- 5 marca:
  - Rudolf Krčil, czeski piłkarz (zm. 1981)
  - Pál Teleki, węgiersko-rumuński piłkarz (zm. 1985)
- 6 marca:
  - Lou Costello, amerykański aktor komediowy pochodzenia włoskiego (zm. 1959)
  - Stanisław Trzaska, polski nauczyciel, polityk, poseł na Sejm PRL (zm. 1993)
- 7 marca:
  - Jaroslav Burgr, czechosłowacki piłkarz (zm. 1986)
  - Deng Fa, chiński polityk komunistyczny (zm. 1946)
  - Stanisław Łach, polski duchowny katolicki, teolog, biblista, tłumacz (zm. 1983)
- 8 marca:
  - Pierre Billotte, francuski generał dywizji, samorządowiec, polityk (zm. 1992)
  - Fritz Victor Hasselblad, szwedzki fotograf i inżynier, wieloletni szef koncernu Hasselblad (zm. 1978)
  - Vincent J. McCauley, amerykański duchowny katolicki, biskup Fort Portal w Ugandzie, Sługa Boży (zm. 1982)
  - Zbigniew Zapasiewicz (ojciec), polski działacz społeczny (zm. 1937)
- 9 marca:
  - Josef Köstner, austriacki duchowny katolicki, biskup diecezjalny Gurk (zm. 1982)
  - Dušan Marković, jugosłowiański piłkarz, trener (zm. 1974)
  - Tadeusz Sędzielowski, polski kapitan pilot (zm. 1939)
- 10 marca:
  - Feliks Mantel, polski historyk, dyplomata, polityk pochodzenia żydowskiego (zm. 1990)
  - Stanisław Siebert, polski działacz śpiewaczy (zm. 1985)
  - Wanda Wyhowska de Andreis, polska historyk, dziennikarka i działaczka emigracyjna (zm. 2006)
- 11 marca – Józef Kapeniak, polski pisarz (zm. 1977)
- 12 marca:
  - Józef Jasnowski, polski historyk, działacz emigracyjny (zm. 2009)
  - Charles Solomon, amerykański adwokat, brydżysta (zm. 1975)
- 13 marca – Antoine Nguyễn Văn Thiện, wietnamski duchowny katolicki, biskup (zm. 2012)
- 14 marca:
  - Rodolfo Biagi, argentyński muzyk, kompozytor (zm. 1969)
  - Ulvi Cemal Erkin, turecki kompozytor, pedagog (zm. 1972)
  - Adam Galis, polski poeta, eseista, tłumacz (zm. 1988)
- 15 marca – Tibor Csorba, węgierski językoznawca, tłumacz, malarz (zm. 1985)
- 16 marca:
  - Francisco Ayala, hiszpański pisarz, krytyk literacki, socjolog (zm. 2009)
  - Konstanty Dąbrowski, polski ekonomista, działacz państwowy (zm. 1975)
- 17 marca – Władysław Bieńkowski, polski publicysta, socjolog, polityk, minister oświaty (zm. 1991)
- 18 marca:
  - Romualdas Juknevičius, litewski aktor, reżyser filmowy (zm. 1963)
  - Karl Sesta, austriacki piłkarz, trener (zm. 1974)
  - Kiejstut Żemaitis, polski inżynier hutnik, polityk, poseł na Sejm PRL, minister, rektor AGH (zm. 1973)
- 19 marca:
  - Adolf Eichmann, niemiecki funkcjonariusz nazistowski, zbrodniarz wojenny (zm. 1962)
  - Józef Obrembski, polski duchowny katolicki, prałat działający na Wileńszczyźnie (zm. 2011)
- 20 marca:
  - Folke Bohlin, szwedzki żeglarz sportowy (zm. 1972)
  - Ozzie Nelson, amerykański aktor, reżyser, scenarzysta i producent filmowy (zm. 1975)
- 21 marca – Joe Huff, amerykański kierowca wyścigowy (zm. 1971)
- 22 marca:
  - Ernest Libérati, francuski piłkarz, trener pochodzenia włosko-algierskiego (zm. 1983)
  - Władysław Ozga, polski nauczyciel, polityk, poseł na Sejm PRL (zm. 1973)
  - Arthur Winston, amerykański pracownik transportu publicznego w Los Angeles (zm. 2006)
  - Nikołaj Żeleznikow, radziecki generał porucznik, funkcjonariusz służb specjalnych (zm. 1974)
- 23 marca:
  - Frank Haubold, amerykański gimnastyk (zm. 1985)
  - Guglielmo Segato, włoski kolarz szosowy (zm. 1979)
- 24 marca:
  - Dwight Macdonald, amerykański pisarz, dziennikarz, krytyk literacki (zm. 1982)
  - Wiaczesław Sporow, radziecki polityk (zm. 1974)
- 25 marca:
  - Aleksander Kremieniecki, polski porucznik pilot (zm. 1935)
  - Janusz Ziejewski, polski aktor (zm. 1973)
- 26 marca:
  - Witold Dederko, polski fotoreporter, pedagog, aktor (zm. 1988)
  - Emanuel Szlechter, polski autor tekstów piosenek (zm. 1943)
- 27 marca:
  - Bernhard Britz, szwedzki kolarz szosowy (zm. 1935)
  - Józef Mierzyński, polski sierżant, uczestnik podziemia niepodległościowego (zm. 1942)
  - Cecil Purdy, australijski szachista, dziennikarz (zm. 1979)
- 28 marca – Egon Zill, niemiecki funkcjonariusz i zbrodniarz nazistowski (zm. 1974)
- 29 marca:
  - James Bausch, amerykański lekkoatleta, wieloboista (zm. 1974)
  - E. Power Biggs, amerykański organista pochodzenia brytyjskiego (zm. 1977)
- 30 marca – Czesław Lechicki, polski religioznawca, prasoznawca, publicysta (zm. 2001)
- 31 marca:
  - Marianne Frostig, amerykańska psycholog, terapeutka zajęciowa, wykładowczyni akademicka pochodzenia żydowskiego (zm. 1985)
  - Shin’ichirō Tomonaga, japoński fizyk, laureat Nagrody Nobla (zm. 1979)
  - Seif Wanly, egipski malarz (zm. 1979)
- 1 kwietnia:
  - Ned Glass, amerykański aktor pochodzenia żydowskiego (zm. 1984)
  - Aleksandr Jakowlew (ros. Александр Сергеевич Яковлев), rosyjski konstruktor lotniczy (zm. 1989)
  - Sigve Lie, norweski żeglarz sportowy (zm. 1958)
  - Penn Nouth, kambodżański polityk, premier Kambodży (zm. 1985)
  - Władysław Okiński, polski socjolog (zm. 1944)
- 4 kwietnia:
  - Bea Benaderet, amerykańska aktorka (zm. 1968)
  - Willy Falck Hansen, duński kolarz torowy (zm. 1978)
  - John Cameron Swayze, amerykański dziennikarz telewizyjny, gospodarz teleturniejów (zm. 1995)
- 5 kwietnia – Ted Morgan, nowozelandzki bokser (zm. 1952)
- 6 kwietnia:
  - Steve Anderson, amerykański lekkoatleta, płotkarz (zm. 1988)
  - Stanisław Feliksiak, polski zoolog (zm. 1992)
  - Alberto Zorrilla, argentyński pływak (zm. 1986)
- 7 kwietnia – Artur Eisenbach, polski historyk pochodzenia żydowskiego (zm. 1992)
- 8 kwietnia – Adolf Schön, niemiecki kolarz torowy (zm. 1987)
- 9 kwietnia:
  - Antal Doráti, węgiersko-amerykański kompozytor, dyrygent (zm. 1988)
  - Franjo Džal, chorwacki pilot wojskowy, as myśliwski (zm. 1945)
  - Hugh Gaitskell, brytyjski polityk (zm. 1963)
  - Endel Rikand, estoński strzelec sportowy (zm. 1944)
  - Natalia Tułasiewicz, polska polonistka, męczennica, błogosławiona katolicka (zm. 1945)
  - Victor Vasarely, francuski malarz, grafik pochodzenia węgierskiego (zm. 1997)
- 10 kwietnia:
  - Bəsti Bağırova, azerska i radziecka polityk (zm. 1962)
  - Alfred Funkiewicz, polski architekt, artysta fotograf (zm. 1959)
  - Wacław Gabczyński, polski działacz komunistyczny, funkcjonariusz UB (zm. 1965)
  - Zeki Günel, turecki piłkarz (zm. ?)
- 11 kwietnia – Renato Cesarini, włosko-argentyński piłkarz, trener (zm. 1969)
- 12 kwietnia:
  - Henryk Giełdzik, polski inżynier okrętowy (zm. 1981)
  - Feliks Rączkowski, polski organista, kompozytor (zm. 1989)
- 13 kwietnia:
  - Samuel Beckett, irlandzki dramaturg, prozaik, eseista, laureat Nagrody Nobla (zm. 1989)
  - Gerhard Engel, niemiecki generał porucznik (zm. 1976)
  - Ed Hamm, amerykański lekkoatleta, skoczek w dal (zm. 1982)
  - Alojzy Hamerlak, polski górnik, działacz komunistyczny (zm. 1944)
  - Albert Heremans, belgijski piłkarz (zm. 1997)
  - Gabriel Ramanantsoa, malgaski polityk, premier i prezydent Madagaskaru (zm. 1979)
  - Stanisław Szpineter, polski malarz, pedagog (zm. 1997)
- 14 kwietnia – Fajsal ibn Abd al-Aziz Al Su’ud, król Arabii Saudyjskiej (zm. 1975)
- 15 kwietnia:
  - Hanna Jędrzejewska, polska wszechstronna lekkoatletka, chemik, konserwatorka zabytków (zm. 2002)
  - Karel Kuchař, czeski geograf, kartograf (zm. 1975)
- 17 kwietnia:
  - Pierino Bertolazzo, włoski kolarz szosowy (zm. 1964)
  - Stanisław Deutschman, polski piłkarz (zm. 1964)
  - Zenon Friedwald, polski autor tekstów piosenek pochodzenia żydowskiego (zm. 1976)
  - Zbigniew Karpiński, polski architekt (zm. 1983)
  - Jan Gösta Waldenström, szwedzki internista (zm. 1996)
- 18 kwietnia – Elizabeth Haffenden, brytyjska kostiumografka (zm. 1976)
- 19 kwietnia:
  - Jerzy Czesław Blikle, polski cukiernik (zm. 1981)
  - Grigorij Bojkaczow, radziecki polityk (zm. 1975)
  - Knut-Olof Falk, szwedzki slawista, bałtysta (zm. 1990)
- 20 kwietnia:
  - Kang Gyeong-ae, koreańska pisarka, poetka, działaczka ruchu feministycznego i robotniczego (zm. 1944)
  - Natan Kozłowski, polski i amerykański malarz, ilustrator pochodzenia żydowskiego (zm. 1972)
  - Stanisław Pietraszkiewicz, polski podpułkownik pilot (zm. 1988)
- 21 kwietnia:
  - Agnes Petersen, duńska aktorka (zm. 1973)
  - Ze’ew Szerf, izraelski polityk (zm. 1984)
- 22 kwietnia – Eddie Albert, amerykański aktor (zm. 2005)
- 23 kwietnia – Bronisław Wojciech Linke, polski malarz, rysownik, grafik (zm. 1962)
- 24 kwietnia:
  - William Joyce, brytyjski polityk faszystowski pochodzenia amerykańskiego, niemiecki propagandzista (zm. 1946)
  - Genowefa Kobielska-Cejzikowa, polska lekkoatletka, miotaczka (zm. 1993)
  - Antoni Rychel, polski urzędnik, oficer AK (zm. 1943)
- 25 kwietnia:
  - Francisco Gómez Marijuán, hiszpański duchowny katolicki, klaretyn, wikariusz apostolski Fernando Poo i biskup Santa Isabel (zm. 1979)
  - Jacques Rambaud, francuski żeglarz, olimpijczyk (zm. 2006)
  - Stanisław Szymborski, polski inżynier hydrolog (zm. 1983)
- 26 kwietnia:
  - Maryla Falk, polska indolog, religioznawca, sanskrytolog, wykładowczyni akademicka (zm. 1980)
  - Aleksander Goldschmied, polsko-izraelski profesor medycyny (zm. 1995)
- 27 kwietnia:
  - Janusz Bułhak, polski kompozytor, fotografik (zm. 1977)
  - Witalis Dorożała, polski dyrygent chóralny, nauczyciel muzyki, animator życia muzycznego (zm. 1985)
  - Hermann Mörchen, niemiecki filozof (zm. 1990)
- 28 kwietnia:
  - Pierre Boileau(inne języki), francuski pisarz (zm. 1989)
  - Bart Bok, holenderski astrofizyk (zm. 1983)
  - Kurt Gödel, austriacki logik i matematyk (zm. 1978)
- 29 kwietnia:
  - George Bailey, brytyjski lekkoatleta, długodystansowiec (zm. 2000)
  - Sergiusz (Gołubcow), rosyjski biskup prawosławny (zm. 1982)
  - Stanisław Idzior, polski związkowiec, polityk (zm. 1954)
- 30 kwietnia – Stanisław Potocki, polski nauczyciel, dyrektor szkoły, fotograf, działacz i sędzia sportowy, urzędnik, przewodniczący Prezydium MRN w Sanoku (zm. 1986)
- 1 maja:
  - Arje Bahir, izraelski polityk (zm. 1970)
  - Aleksandra Bergman, polska historyk, publicystka pochodzenia żydowskiego (zm. 2005)
  - Horst Schumann, niemiecki lekarz, zbrodniarz wojenny (zm. 1983)
  - Karl Steinhuber, austriacki kajakarz (zm. 2002)
- 2 maja:
  - Philippe Halsman, łotewsko-amerykański fotograf, pisarz, pedagog pochodzenia żydowskiego (zm. 1979)
  - Aileen Riggin, amerykańska skoczkini do wody, pływaczka (zm. 2002)
- 3 maja:
  - Mary Astor, amerykańska aktorka (zm. 1987)
  - Stanisław Osostowicz, polski malarz (zm. 1939)
  - Pierre Vilar, francuski historyk (zm. 2003)
- 4 maja – Władysław Czaykowski, polski ekonomista rolniczy (zm. 1977)
- 5 maja – Irena Słońska, polska pedagog, badaczka literatury dziecięcej, kapitan AK (zm. 1989)
- 6 maja:
  - Stanisław Motyka, polski narciarz, taternik, olimpijczyk (zm. 1941)
  - André Thiellement, francuski szachista (zm. 1976)
  - André Weil, francuski matematyk (zm. 1998)
- 7 maja:
  - Stefan Drewicz, polski aktor, reżyser teatralny, kierownik artystyczny, autor sztuk dla dzieci (zm. 1976)
  - Irving Reis, amerykański reżyser i scenarzysta filmowy (zm. 1953)
  - Maryna Zagórska, polska tłumaczka literatury pięknej (zm. 1996)
- 8 maja:
  - Stella Niemierko, polska biochemik, wykładowczyni akademicka (zm. 2006)
  - Roberto Rossellini, włoski reżyser i scenarzysta filmowy oraz telewizyjny (zm. 1977)
- 11 maja:
  - Jacqueline Cochran, amerykańska pilotka, prezydent Międzynarodowej Federacji Lotniczej (zm. 1980)
  - Teofil Głowacki, polski ekonomista, dziennikarz, polityk, poseł na Sejm PRL (zm. 1971)
  - Maria Kann, polska pisarka, autorka książek dla dzieci i młodzieży, działaczka harcerska i niepodległościowa (zm. 1995)
  - Richard Arvin Overton, amerykański superstulatek, weteran wojenny (zm. 2018)
- 12 maja:
  - Marian Jachimowicz, polski poeta, tłumacz i malarz (zm. 1999)
  - Artur Jastrzębski, polski generał brygady, działacz komunistyczny (zm. 1981)
- 14 maja:
  - Gábor Péter, węgierski działacz komunistyczny pochodzenia żydowskiego (zm. 1993)
  - Hans-Joachim Scherer, niemiecki neuropatolog (zm. 1945)
  - Jan Wicik, polski konstruktor lotniczy, powstaniec śląski (zm. 1995)
- 15 maja:
  - Alf Andersen, norweski skoczek narciarski (zm. 1975)
  - Jan Baranowicz, polski poeta, prozaik (zm. 1983)
  - Humberto Delgado, portugalski generał lotnictwa (zm. 1965)
  - Bogusław Krawczyk, polski komandor podporucznik (zm. 1941)
  - Stanisław Turski, polski matematyk, polityk (zm. 1986)
  - Mariechen Wehselau, amerykańska pływaczka (zm. 1992)
- 16 maja – Jan Stoberski, polski pisarz (zm. 1997)
- 17 maja:
  - Zinka Milanov, chorwacka śpiewaczka operowa (sopran) (zm. 1989)
  - Tadeusz Milewski, polski językoznawca, indoeuropeista, wykładowca akademicki (zm. 1966)
- 18 maja:
  - Venancio Bartibás, urugwajski piłkarz (zm. 1977)
  - Leonid Mielnikow, radziecki dyplomata, polityk (zm. 1981)
- 19 maja – Bruce Bennett, amerykański lekkoatleta, kulomiot, aktor (zm. 2007)
- 20 maja:
  - Aleksandr Komarowski, radziecki generał armii, polityk (zm. 1973)
  - Maria Pilecka, polska nauczycielka, żona Witolda (zm. 2002)
  - Lyda Roberti, amerykańska aktorka, piosenkarka pochodzenia polsko-niemieckiego (zm. 1938)
  - Giuseppe Siri, włoski duchowny katolicki, arcybiskup Genui, kardynał (zm. 1989)
  - Alfred Sutter, szwajcarski lekkoatleta, skoczek w dal (zm. ?)
- 21 maja – Dorothy Tree, amerykańska aktorka, pisarka (zm. 1992)
- 22 maja – Nikołaj Dudorow, radziecki polityk (zm. 1977)
- 24 maja:
  - Raffaele Forni, szwajcarski duchowny katolicki, arcybiskup, nuncjusz apostolski (zm. 1990)
  - Harry Hess, amerykański geolog, wykładowca akademicki, komandor (zm. 1969)
  - Czesław Martyniak, polski filozof, prawnik, wykładowca akademicki (zm. 1939)
  - Roman Werfel, polski dziennikarz, działacz komunistyczny pochodzenia żydowskiego (zm. 2003)
  - Aleksandr Wiszniewski, radziecki chirurg, generał pułkownik służby medycznej (zm. 1975)
- 25 maja:
  - Ignacy Konstanty, polski nauczyciel, podporucznik, żołnierz AK, cichociemny (zm. 1972)
  - Nora Ney, polska aktorka pochodzenia żydowskiego (zm. 2003)
  - Iwan Siedin, radziecki polityk (zm. 1972)
- 26 maja:
  - Zofia Chenclewska, polska lekkoatletka, tancerka, sanitariuszka w powstaniu warszawskim (zm. 1944)
  - Léon Flament, belgijski wioślarz (zm. ?)
  - Maria Feliksa Kozłowska, polska specjalistka nauk rolniczych (zm. 1980)
  - Pierre Prévert, francuski reżyser i scenarzysta filmowy (zm. 1988)
  - Mauri Rose, amerykański kierowca wyścigowy (zm. 1981)
  - Władysław Turowski, polski pisarz, poeta, kompozytor (zm. 1983)
- 27 maja:
  - Buddhadasa, tajski mnich buddyjski (zm. 1993)
  - Antonio Rosario Mennonna, włoski duchowny katolicki, biskup Muro Lucano (zm. 2009)
- 28 maja – Iwan Szeriengin, radziecki polityk (zm. 1964)
- 29 maja:
  - Marjorie Chambers, nowozelandzka pielęgniarka, działaczka społeczna (zm. 1989)
  - Sahak Karapetian, radziecki i armeński polityk komunistyczny (zm. 1987)
  - T.H. White, brytyjski pisarz (zm. 1964)
- 30 maja:
  - Bruno Gröning, niemiecki uzdrowiciel duchowy (zm. 1959)
  - Rudolf Hasse, niemiecki kierowca wyścigowy (zm. 1942)
  - Aleksander Kahane, polski piłkarz pochodzenia żydowskiego (zm. po 1969)
  - Stanisław Malatyński, polski aktor, reżyser teatralny (zm. 1976)
- 31 maja:
  - Michał Lisowski, polski nauczyciel wychowania fizycznego, harcmistrz, krajoznawca, uczestnik konspiracji antyhitlerowskiej (zm. 1940)
  - Luo Ruiqing, chiński wojskowy, polityk komunistyczny (zm. 1978)
- 1 czerwca:
  - Andria Balancziwadze, gruziński kompozytor (zm. 1992)
  - Walter Legge, brytyjski producent muzyczny, impresario (zm. 1979)
- 3 czerwca:
  - Roy George Douglas Allen, brytyjski ekonomista, statystyk, matematyk, wykładowca akademicki (zm. 1983)
  - Josephine Baker, francuska tancerka, aktorka i piosenkarka pochodzenia afroamerykańskiego (zm. 1975)
  - Stanisław Ciesielczuk, polski poeta (zm. 1945)
  - Siergiej Gierasimow, rosyjski aktor, reżyser i scenarzysta filmowy (zm. 1985)
  - Bob Sikes, amerykański polityk (zm. 1994)
  - Eugeniusz Tadeusiewicz, polski piłkarz, hokeista (zm. 1975)
- 4 czerwca:
  - Gilles Barthe, francuski duchowny katolicki, biskup Monako i Fréjus-Toulon (zm. 1993)
  - Antoni Gałecki, polski piłkarz (zm. 1958)
  - Tadeusz Wacław Korzybski, polski biochemik (zm. 2002)
  - Alice Treff, niemiecka aktorka (zm. 2003)
- 5 czerwca:
  - Michaił Jasnow, radziecki polityk, premier Rosyjskiej FSRR (zm. 1991)
  - Eraldo Monzeglio, włoski piłkarz, trener (zm. 1981)
- 6 czerwca:
  - Milorad Arsenijević, jugosłowiański piłkarz, trener (zm. 1987)
  - Junio Valerio Borghese, włoski kapitan fregaty, skrajnie prawicowy polityk, pisarz (zm. 1974)
  - Octave Dayen, francuski kolarz szosowy i torowy (zm. 1987)
  - Józef Lichten, polski prawnik, dyplomata, historyk, publicysta pochodzenia żydowskiego (zm. 1987)
  - Paolo Stoppa, włoski aktor teatralny i filmowy (zm. 1988)
  - Max Zorn, amerykański matematyk pochodzenia niemieckiego (zm. 1993)
- 7 czerwca:
  - Glen Gray, amerykański saksofonista jazzowy (zm. 1963)
  - Alexandre-Charles Renard, francuski duchowny katolicki, arcybiskup Lyonu, kardynał (zm. 1983)
- 8 czerwca:
  - Zosia Poznańska, żydowska członkini radzieckiej sieci szpiegowskiej podczas II wojny światowej (zm. 1942)
  - Teresa Tyszkiewicz, polska malarka, pedagog (zm. 1992)
- 9 czerwca – Rudolf Wolke, niemiecki kolarz szosowy (zm. 1979)
- 10 czerwca:
  - Corino Andrade, portugalski neurolog (zm. 2005)
  - Heinrich Heidersberger, niemiecki fotograf (zm. 2006)
  - Tekla Juniewicz, polska superstulatka, najstarsza Polka (zm. 2022)
  - Paul Krewer, niemiecki kolarz torowy (zm. 2000)
  - Władimir Połkownikow, rosyjski reżyser filmów animowanych (zm. 1982)
- 11 czerwca:
  - Iosif Czako, rumuński piłkarz (zm. 1966)
  - Jan Hoffman, polski pianista, pedagog (zm. 1995)
- 12 czerwca – Mieczysław Balcer, polski piłkarz, trener piłkarski, lekkoatleta, wieloboista (zm. 1995)
- 13 czerwca – Bruno de Finetti, włoski matematyk i statystyk (zm. 1985)
- 14 czerwca – Leon Wanat, polski nauczyciel, pamiętnikarz (zm. 1977)
- 15 czerwca:
  - Léon Degrelle, belgijski polityk faszystowski, kolaborant (zm. 1994)
  - Leon Radzinowicz, polsko-brytyjski prawnik, kryminolog pochodzenia żydowskiego (zm. 1999)
- 16 czerwca – Kazimierz Zielenkiewicz, polski malarz (zm. 1988)
- 17 czerwca:
  - Thomas George Cowling, brytyjski astronom, matematyk (zm. 1990)
  - Carlo Enrico Di Rovasenda, włoski duchowny katolicki, dominikanin, teolog (zm. 2007)
  - Feliks Gross, polski socjolog, działacz socjalistyczny, publicysta pochodzenia żydowskiego (zm. 2006)
  - James Stroudley, brytyjski malarz, grafik (zm. 1985)
  - Samuel Wilks (statystyk), amerykański statystyk (zm. 1964)
- 18 czerwca:
  - Gordon Lindsay, amerykański kaznodzieja przebudzeniowy, pastor, misjonarz (zm. 1973)
  - Anton Stankowski, niemiecki malarz, grafik, fotografik (zm. 1998)
- 19 czerwca:
  - Ernst Boris Chain, brytyjski biochemik, laureat Nagrody Nobla pochodzenia żydowskiego (zm. 1979)
  - Stanisław Latwis, polski porucznik pilot, instruktor lotniczy, kompozytor (zm. 1935)
  - Grete Natzler, austriacka aktorka, sopranistka operowa (zm. 1999)
- 20 czerwca:
  - Robert King, amerykański lekkoatleta, skoczek wzwyż (zm. 1965)
  - Ilja Winogradow, radziecki generał porucznik (zm. 1978)
- 21 czerwca:
  - Helene Costello, amerykańska aktorka (zm. 1957)
  - Aurelia Kojdrowa, polska działaczka ruchu ludowego (zm. 1959)
  - John Middleton, brytyjski kolarz szosowy (zm. 1991)
  - Halvar Moritz, szwedzki biegacz narciarski (zm. 1993)
  - Alois Schwarzhuber, niemiecki oficer SS (zm. ?)
  - Gusztáv Sebes, węgierski piłkarz, trener piłkarski (zm. 1986)
  - Anatolij Szwiecow, radziecki działacz partyjny i państwowy (zm. 1969)
- 22 czerwca – Billy Wilder, amerykański scenarzysta, reżyser i producent filmowy pochodzenia austriacko-żydowskiego (zm. 2002)
- 23 czerwca:
  - Wolfgang Koeppen, niemiecki pisarz (zm. 1996)
  - Rolf Singer, niemiecki mykolog (zm. 1994)
- 24 czerwca:
  - Pierre Fournier, francuski wiolonczelista, pedagog (zm. 1986)
  - Gizela Nebenzahl-Wistreich, polska malarka pochodzenia żydowskiego (zm. ?)
  - Alexander Zaleski, amerykański duchowny katolicki, biskup pomocniczy Detroit, biskup Lansing pochodzenia polskiego (zm. 1975)
- 25 czerwca:
  - Denis Hill-Wood, angielski krykiecista, działacz piłkarski (zm. 1982)
  - David Trottier, kanadyjski hokeista (zm. 1956)
- 26 czerwca:
  - Edward Akufo-Addo, ghański prawnik, sędzia, polityk, prezydent Ghany (zm. 1979)
  - Juan Carlos Calvo, urugwajski piłkarz (zm. 1977)
  - Alberto Rabagliati, włoski piosenkarz, aktor (zm. 1974)
- 27 czerwca:
  - Holger Albrechtsen, norweski lekkoatleta, płotkarz (zm. 1992)
  - Władysław Dąbrowski, polski kapitan piechoty (zm. 1939)
  - Władysław Pelc, polski pisarz, dyplomata (zm. 2002)
  - Stanisław Terlecki, polski artysta fotograf (zm. 1997)
- 28 czerwca:
  - Maria Göppert-Mayer, amerykańska fizyczka pochodzenia niemieckiego, laureatka Nagrody Nobla (zm. 1972)
  - Benjamin Mazar, izraelski archeolog, historyk (zm. 1995)
  - Bolesław Sobociński, polski logik, filozof, wykładowca akademicki (zm. 1980)
- 29 czerwca:
  - Iwan Czerniachowski, radziecki generał armii (zm. 1945)
  - Cezary Nowicki, polski generał brygady (zm. 1978)
- 30 czerwca:
  - Tribhuvan Bir Bikram Shah Dev, król Nepalu (zm. 1955)
  - Anthony Mann, amerykański aktor, reżyser i producent filmowy pochodzenia niemiecko-żydowskiego (zm. 1967)
  - József Vágó, węgierski piłkarz (zm. 1945)
- 1 lipca:
  - Jean Dieudonné, francuski matematyk (zm. 1992)
  - Wanda Jostowa, polska etnolog, muzealniczka, nauczycielka (zm. 2000)
  - Maciej Kalenkiewicz, polski podpułkownik Armii Krajowej, cichociemny (zm. 1944)
  - Estée Lauder, amerykańska założycielka koncernu kosmetycznego (zm. 2004)
- 2 lipca:
  - Hans Bethe, amerykański fizyk pochodzenia niemieckiego, laureat Nagrody Nobla (zm. 2005)
  - Károly Kárpáti, węgierski zapaśnik (zm. 1996)
  - Kazimierz Miętkiewski, polski lekarz (zm. 1973)
- 3 lipca:
  - Włodzimierz Boruński, polski poeta, satyryk, tłumacz, aktor, reżyser pochodzenia żydowskiego (zm. 1988)
  - John O. Groh, amerykański działacz religijny, członek Ciała Kierowniczego Świadków Jehowy (zm. 1975)
  - Hilde Körber, austriacka aktorka (zm. 1969)
  - Alberto Lleras Camargo, kolumbijski polityk, prezydent Kolumbii (zm. 1990)
  - George Sanders, brytyjski aktor (zm. 1972)
- 4 lipca:
  - Mieczysław Kwiecień, polski działacz komunistyczny (zm. 1971)
  - Wilhelm von Preußen, książę Prus (zm. 1940)
  - Vero C. Wynne-Edwards, brytyjski przyrodnik (zm. 1997)
- 5 lipca:
  - Gentil Cardoso, brazylijski trener piłkarski (zm. 1970)
  - John Crammond, brytyjski skeletonista (zm. 1978)
  - Walter Laufer, amerykański pływak (zm. 1984)
  - Maria Piskorska, polska działaczka niepodległościowa, harcmistrzyni, nauczycielka (zm. 1980)
  - Alejandro Ramos Folqués, hiszpański archeolog (zm. 1984)
- 6 lipca – Cuth Harrison, brytyjski kierowca wyścigowy (zm. 1981)
- 7 lipca:
  - Anton Karas, austriacki wirtuoz cytry, kompozytor (zm. 1985)
  - Abdyłas Małdybajew, kirgiski śpiewak operowy (tenor), kompozytor (zm. 1978)
  - Emilia Michalska, polska poetka ludowa (zm. 1997)
  - Satchel Paige, amerykański baseballista (zm. 1982)
  - Charles Vaurie, francuski stomatolog, ornitolog, zoolog, paleontolog (zm. 1975)
- 8 lipca:
  - Philip Johnson, amerykański architekt, historyk sztuki (zm. 2005)
  - Adam Lewandowski, polski działacz partyjny, przewodniczący MRN w Toruniu (zm. 1992)[3]
- 9 lipca – Zygmunt Ugiański, polski działacz korporacyjny, społeczny i polityczny (zm. 1972)
- 10 lipca – Adam Niedoba, polski nauczyciel, działacz społeczny i kulturalny związany z Wisłą i Śląskiem Cieszyńskim (zm. 1972)
- 11 lipca:
  - George Lawson, brytyjski polityk (zm. 1978)
  - Boris Woltowski, radziecki polityk (zm. 1983)
  - Harry von Zell, amerykański aktor, komik, spiker radiowy (zm. 1981)
- 13 lipca:
  - Bedri Spahiu, albański generał-major, prokurator generalny, polityk komunistyczny, więzień polityczny (zm. 1998)
  - Stanisław Tabin, polski specjalista nauk rolniczych (zm. 1997)
- 14 lipca:
  - Olive Borden, amerykańska aktorka (zm. 1947)
  - Benedykt Heydenkorn, polski dziennikarz, historyk, działacz emigracyjny (zm. 1999)
  - Gerald William Lathbury, brytyjski generał, polityk, gubernator Gibraltaru (zm. 1978)
  - Valerio Vallania, argentyński wszechstronny lekkoatleta (zm. 1998)
- 15 lipca – Maria Frankowska, polska etnolog, muzealniczka (zm. 1996)
- 16 lipca:
  - Lee Barnes, amerykański lekkoatleta, tyczkarz (zm. 1970)
  - Anne Brasz-Later, holenderska superstulatka (zm. 2020)
  - Feliks Krawiec, polski botanik (zm. 1939)
  - Vincent Sherman, amerykański aktor, reżyser filmowy pochodzenia żydowskiego (zm. 2006)
- 17 lipca:
  - Dunc Gray, australijski kolarz torowy (zm. 1996)
  - Wołodymyr Pryjma, ukraiński greckokatolicki kantor, męczennik, błogosławiony katolicki (zm. 1941)
- 18 lipca – Sidney Darlington, amerykański inżynier, wynalazca (zm. 1997)
- 19 lipca:
  - Jerzy Kobusz, polski aktor (zm. 1944)
  - Werner Ventzki, niemiecki urzędnik, polityk (zm. 2004)
- 20 lipca:
  - Gwido Chmarzyński, polski historyk sztuki, muzeolog (zm. 1973)
  - Zbigniew Ihnatowicz, polski architekt, urbanista (zm. 1995)
  - Ilja Mazuruk, radziecki generał major lotnictwa (zm. 1989)
- 21 lipca – Jan Pieter Bakker, holenderski geograf, geolog (zm. 1969)
- 22 lipca – Richard Lawrence, amerykański bobsleista (zm. 1974)
- 23 lipca – Vladimir Prelog, chorwacki chemik, laureat Nagrody Nobla (zm. 1998)
- 24 lipca:
  - Franco Comotti, włoski kierowca wyścigowy (zm. 1963)
  - Ludwik Kurkiewicz, polski klarnecista, pedagog muzyczny (zm. 1998)
- 26 lipca – Irena Iłłakowiczowa, polska podporucznik Narodowych Sił Zbrojnych, agentka wywiadu, poliglotka (zm. 1943)
- 27 lipca:
  - Stefan Długołęcki, polski żołnierz (zm. 1948)
  - Jerzy Giedroyc, polski publicysta i redaktor, polityk, działacz emigracyjny, wydawca, twórca paryskiej „Kultury” i Instytutu Literackiego w Paryżu (zm. 2000)
  - Maria Pilar Izquierdo Albero, hiszpańska zakonnica, błogosławiona katolicka (zm. 1945)
- 28 lipca:
  - Willy Jäggi, szwajcarski piłkarz (zm. 1968)
  - David Littmann, amerykański kardiolog pochodzenia niemiecko-żydowskiego, konstruktor współczesnego stetoskopu (zm. 1981)
- 29 lipca – Thelma Todd, amerykańska aktorka (zm. 1935)
- 30 lipca:
  - Georges Louis Nicolas Blaison, francuski wojskowy, komandor podporucznik, ostatni dowódca „Surcoufa” (zm. 1942)
  - Kazimierz Boratyński, polski chemik rolny (zm. 1991)
  - Richard Krebs, niemiecki lekkoatleta, sprinter (zm. 1996)
  - Ignacy Nowak, polski działacz podziemia antyhitlerowskiego (zm. 1942)
  - Alex Thépot, francuski piłkarz, bramkarz, trener (zm. 1989)
- 31 lipca – Wiera Mariecka, rosyjska aktorka (zm. 1978)
- 1 sierpnia – W.K.C. Guthrie, szkocki historyk filozofii, badacz kultury starożytnej (zm. 1981)
- 2 sierpnia:
  - Józef Marxen, niemiecki duchowny katolicki, męczennik, błogosławiony (zm. 1946)
  - Stanisław Waszak, polski statystyk, demograf (zm. 1974)
- 3 sierpnia:
  - Otto Axer, polski scenograf, malarz, grafik, ilustrator, pedagog (zm. 1983)
  - Wanda Grodzieńska, polska autorka i krytyk literatury dziecięcej (zm. 1966)
  - Frederick Lee, brytyjski polityk (zm. 1984)
- 4 sierpnia – Robert Mazaud, francuski kierowca wyścigowy (zm. 1946)
- 5 sierpnia:
  - John Huston, amerykański aktor, reżyser i scenarzysta filmowy (zm. 1987)
  - Ettore Majorana, włoski fizyk teoretyczny (zm. po 1959)
  - František Svoboda, czeski piłkarz (zm. 1948)
- 6 sierpnia:
  - Pietro Freschi, włoski wioślarz (zm. 1973)
  - Grzegorz (Uzunow), bułgarski biskup prawosławny (zm. 2000)
- 10 sierpnia – Władysław Pawelec, twórca Mexicany (zm. 2007)
- 14 sierpnia – Dino Staffa, włoski kardynał (zm. 1977)
- 16 sierpnia:
  - Franciszek Józef II, książę Liechtensteinu (zm. 1989)
  - Edward Ochab, komunistyczny działacz społeczny i polityczny w okresie PRL (zm. 1989)
- 30 sierpnia – Jerzy Broński, polski żołnierz (zm. 1948)
- 1 września – Joaquín Balaguer, prezydent Dominikany (zm. 2002)
- 8 września – Andriej Kirilenko (ros. Андре́й Па́влович Кириле́нко), radziecki polityk (zm. 1990)
- 11 września – Antoni Bohdziewicz, polski reżyser filmowy, pedagog (zm. 1970)
- 14 września – Kazimierz Witaszewski, polski włókniarz, generał dywizji, polityk, prezydent Łodzi, poseł na Sejm PRL (zm. 1992)
- 16 września – Antoni Kleszczycki, polski chemik (zm. 1974)
- 17 września – Wacława Sadkowska, polska lekkoatletka, sprinterka i skoczkini w dal, dziennikarka sportowa, nauczycielka (zm. 1965)
- 19 września – Anna Abert, niemiecka muzykolog, wykładowczyni akademicka (zm. 1996)
- 20 września – Zenon Sobota, polski major, żołnierz AK, prezydent Katowic (zm. 1952)
- 24 września – Helena Kozłowska, polska działaczka partyjna (zm. 1967)
- 25 września – Dmitrij Szostakowicz (ros. Дмитрий Дмитриевич Шостакович), kompozytor rosyjski (zm. 1975)
- 29 września – Edward Grzymała, polski duchowny katolicki, męczennik, błogosławiony (zm. 1942)
- 7 października – Aleksandra Stypułkowska, polska prawnik, dziennikarka (zm. 1982)
- 11 października – Jan Gałęski, polski działacz komunistyczny i funkcjonariusz UB (zm. 1973)
- 12 października:
  - Rajmund Stefan Bou Pascual, hiszpański duchowny katolicki, męczennik, błogosławiony (zm. 1936)
  - Maksymilian Kasprowicz, polski malarz, grafik, pedagog (zm. 1986)
- 15 października – Hiram Fong, amerykański polityk, senator ze stanu Hawaje (zm. 2004)
- 17 października:
  - Adolf Berman, polski i izraelski polityk (zm. 1978)
  - Antonina Latinik-Rieger, polska nauczycielka i urzędniczka, florecistka (zm. 1989)
- 20 października:
  - Alfredo Campoli, brytyjski skrzypek pochodzenia włoskiego (zm. 1991)
  - Piotr Dudziec, polski duchowny katolicki, biskup pomocniczy płoccy (zm. 1970)
- 23 października – Antoni Kenar, polski rzeźbiarz, pedagog, dyrektor Państwowego Liceum Technik Plastycznych w Zakopanem (zm. 1959)
- 31 października – Tadeusz Niwiński, polski inżynier chemik (zm. 1967)
- 1 listopada – Fidelis Chojnacki, polski kapucyn, męczennik, błogosławiony katolicki (zm. 1942)
- 2 listopada:
  - Daniił Andriejew, rosyjski poeta, myśliciel, mistyk (zm. 1959)
  - Luchino Visconti, włoski scenarzysta i reżyser teatralny, filmowy i operowy oraz pisarz (zm. 1976)
- 3 listopada:
  - Jerzy Kolbe, polski inżynier górnik, wykładowca akademicki (zm. 1977)
  - Teodor Leonard Młynarski, polski nauczyciel, poeta, publicysta (zm. 1978)
  - Alma Rosé, austriacka skrzypaczka (zm. 1944)
  - Gennaro Verolino, włoski duchowny katolicki, arcybiskup, nuncjusz apostolski (zm. 2005)
- 12 listopada – Stanisław Komaszewski, polski rzeźbiarz (zm. 1945)
- 13 listopada:
  - Abba Fenichel, izraelski malarz i ilustrator (zm. 1986)
  - Stefan Staszewski, polski działacz komunistyczny (zm. 1989)
- 15 listopada – Ola Lilith, polsko-amerykańska piosenkarka i aktorka (zm. 1980)
- 17 listopada – Sōichirō Honda (jap. 本田宗一郎), japoński inżynier i przemysłowiec, założyciel Honda Motor Company (zm. 1991)
- 22 listopada – Henri Bachet, francuski żeglarz, olimpijczyk (zm. ?)
- 24 listopada:
  - René de Naurois, francuski duchowny katolicki, kapelan wojskowy, ornitolog (zm. 2006)
  - Joanna Piekarska, polska artystka plastyk, reżyserka teatralna, poetka (zm. 1996)
- 26 listopada – Wilhelm Törsleff, szwedzki żeglarz, medalista olimpijski (zm. 1998)
- 29 listopada – Marian Finke, polski duchowny katolicki, teolog, pedagog (zm. 1986)
- 2 grudnia – Daniel Dajani, albański jezuita, męczennik, błogosławiony katolicki (zm. 1946)
- 6 grudnia – Marian Spychalski, polski dowódca wojskowy, marszałek Polski, polityk, poseł na Sejm PRL, minister obrony narodowej, przewodniczący Rady Państwa (zm. 1980)
- 7 grudnia – Aleksandra Dobrowolska, polska działaczka społeczna (zm. 1989)
- 9 grudnia – Grace Hopper, amerykańska pionierka informatyki (zm. 1992)
- 11 grudnia – Samarendra Nath Roy, amerykański matematyk i statystyk (zm. 1964)
- 17 grudnia:
  - Yoshi Otsunari, japońska superstulatka (zm. 2022)
  - Florian Zając, polski duchowny katolicki, kapelan AK, działacz antykomunistyczny (zm. 1980)
- 19 grudnia:
  - Leonid Breżniew, radziecki polityk komunistyczny, sekretarz generalny KC KPZR, przewodniczący Prezydium Rady Najwyższej ZSRR (zm. 1982)
  - Marija Bryncewa, radziecka polityk (zm. 1985)
  - Stanisław Rospond, polski językoznawca (zm. 1982)
  - Romuald Wirszyłło, polski siatkarz, trener i działacz siatkarski, architekt, uczestnik powstania warszawskiego (zm. 1980)
- 21 grudnia – Jan Czerniak, polski duchowny katolicki, biskup pomocniczy gnieźnieński (zm. 1999)
- 22 grudnia – Anna Gostyńska, polska lekarz, urolog (zm. 1984)
- 24 grudnia:
  - Paul Bromme, niemiecki polityk (zm. 1975)
  - Joseph Höffner, niemiecki duchowny katolicki, arcybiskup Kolonii, Sługa Boży (zm. 1987)
- 25 grudnia – Ernst Ruska, fizyk niemiecki (zm. 1988)

data dzienna nieznana: 
- Karl F. Klein, urodzony w Niemczech członek Ciała Kierowniczego Świadków Jehowy (zm. 2001)
- Irakli Nibladze, radziecki generał major (zm. 1984)
- Michaił Słoń, radziecki polityk (zm. 1955)
- Aleksandr Wadis, radziecki wojskowy pochodzenia ukraińskiego (zm. 1968)
- István Zamkovszky, węgierski taternik, przewodnik tatrzański i fotograf (zm. 1961)

## Zmarli
- 13 stycznia – Aleksandr Popow (ros. Александр Степанович Попов), rosyjski fizyk (ur. 1859)
- 19 stycznia – Bartolomé Mitre, argentyński polityk, prezydent Argentyny (ur. 1821)
- 20 stycznia:
  - Maria Krystyna od Niepokalanego Poczęcia, włoska zakonnica, założycielka Wynagrodzicielek Jezusa Sakramentalnego, święta katolicka (ur. 1856)
  - Marcelo Spínola y Maestre, arcybiskup Sewilli, kardynał, błogosławiony katolicki (ur. 1835)
- 8 lutego – Józefina Gabriela Bonino, włoska zakonnica, założycielka Zgromadzenia Sióstr Świętej Rodziny z Savigliano, błogosławiona katolicka (ur. 1843)
- 23 lutego – Maximilian Nitze, niemiecki lekarz urolog, wynalazca cystoskopu (ur. 1848)
- 25 lutego – Anton Arienski (ros. Анто́н Степа́нович Аре́нский), rosyjski kompozytor, pianista, dyrygent (ur. 1861)
- 19 kwietnia – Pierre Curie, fizyk francuski (ur. 1859)
- 23 maja – Henrik Ibsen, dramaturg norweski (ur. 1828)
- 6 czerwca – Karl Jurzyca, niemiecki taternik, alpinista i działacz turystyczny (ur. ?)
- 14 czerwca:
  - Egyed Berzeviczy, węgierski właściciel ziemski oraz propagator tatrzańskiej turystyki pieszej (ur. 1835)
  - Robert Roosevelt, amerykański polityk, dyplomata (ur. 1829)
- 1 lipca – Manuel García, hiszpański śpiewak operowy i nauczyciel muzyki, prekursor laryngoskopii (ur. 1805)
- 15 lipca – William Painter, amerykański wynalazca pochodzenia irlandzkiego (ur. 1838)
- 23 lipca – Gentarō Kodama (jap. 兒玉源太郎), japoński generał, gubernator generalny Tajwanu (ur. 1852)
- 12 sierpnia – Roman Vetulani, polski nauczyciel gimnazjalny (ur. 1849)
- 14 sierpnia – Daniel Wesson, amerykański wynalazca i konstruktor broni strzeleckiej (ur. 1825)
- 16 sierpnia – Petra od św. Józefa, założycielka Instytutu Sióstr Matek Opuszczonych, błogosławiona katolicka (ur. 1845)
- 19 sierpnia – Ezechiel Moreno, hiszpański augustianin, misjonarz, biskup, święty katolicki (ur. 1848)
- 24 sierpnia – Hieronim Łopaciński, polski językoznawca i etnograf, historyk Lublina (ur. 1860)
- 5 września – Ludwig Boltzmann, fizyk austriacki (ur. 1844)
- 13 września – Albrecht Hohenzollern, książę pruski z dynastii Hohenzollernów (ur. 1837)
- 22 października – Paul Cézanne, malarz francuski (ur. 1839)
- 26 października – Jan Dzierżon, górnośląski pszczelarz, ksiądz i uczony (ur. 1811)
- 27 października – Włodzimierz Spasowicz, polski działacz społeczny, krytyk literacki, publicysta i prawnik w Rosji (ur. 1829)
- 9 listopada:
  - Dorothea Beale, angielska nauczycielka, feministka i działaczka oświatowa (ur. 1831)
  - Elżbieta od Trójcy Przenajświętszej, francuska karmelitanka, święta katolicka (ur. 1880)
- 11 listopada – Theodor Vogt, niemiecko-austriacki profesor pedagogiki (ur. 1835)
- 27 listopada – Franciszek Piekosiński, polski historyk, heraldyk, prawnik (ur. 1844)
- 22 grudnia:
  - Stanisław Kramsztyk, polski naukowiec, fizyk, matematyk, przyrodnik, pedagog (ur. 1841)
  - Teodor Kremski, prawnik, duchowny rzymskokatolicki, kapelan szpitalny (ur. 1829)
- 29 grudnia – Wilhelm Dittenberger, niemiecki filolog klasyczny. (ur. 1840)

## Nagrody Nobla
- z fizyki – sir Joseph John Thomson
- z chemii – Henri Moissan
- z medycyny – Camillo Golgi, Santiago Ramón y Cajal
- z literatury – Giosuè Carducci
- nagroda pokojowa – Theodore Roosevelt

## Święta ruchome
- Tłusty czwartek: 22 lutego
- Ostatki: 27 lutego
- Popielec: 28 lutego
- Niedziela Palmowa: 8 kwietnia
- Pamiątka śmierci Jezusa Chrystusa: 8 kwietnia
- Wielki Czwartek: 12 kwietnia
- Wielki Piątek: 13 kwietnia
- Wielka Sobota: 14 kwietnia
- Wielkanoc: 15 kwietnia
- Poniedziałek Wielkanocny: 16 kwietnia
- Wniebowstąpienie Pańskie: 24 maja
- Zesłanie Ducha Świętego: 3 czerwca
- Boże Ciało: 14 czerwca